# نازية جديدة
تشير النازية الجديدة إلى الحركات العسكرية والاجتماعية والسياسية في حقبة ما بعد الحرب العالمية الثانية التي تسعى إلى إحياء وإرجاع الأيديولوجيا النازية. يوظف النازيون الجدد أيديولوجيتهم من أجل الترويج للكراهية وأفكار سيادة البيض ومهاجمة الأقليات العرقية والإثنية (ويشمل ذلك معاداة السامية والإسلاموفوبيا)، وفي بعض الحالات إنشاء دولة فاشية.
تعد النازية الجديدة ظاهرة عالمية إذ يوجد ممثلين عنهم في العديد من البلدان فضلًا عن شبكات دولية تابعة لهم. تستقي النازية الجديدة عناصر من العقيدة النازية بما في ذلك كلًا من معاداة السامية والعصبية القومية والعنصرية ورهاب الأجانب والتمييز ضد المعاقين ورهاب المثلية ومعاداة شعب الروما ومعاداة الشيوعية والدعوة لإقامة «الرايخ الرابع». كذلك ينتشر إنكار الهولوكوست في الأوساط النازية الجديدة.
عادة ما يميل النازيون الجدد إلى عرض الرموز النازية والتعبير عن إعجابهم بشخص أدولف هتلر وغيره من قادة النظام النازي. تحظر القوانين في بعض بلدان أوروبا وأمريكا اللاتينية التعبير عن آراء عنصرية أو مؤيدة للنازية أو معادية للسامية أو كارهة للمثليين. كذلك تحظر العديد من البلدان الأوروبية العديد من الرموز المرتبطة بالنازية (ألمانيا على وجه الخصوص) سعيًا منها للحد من النازية الجديدة.

## السياسة الفكرية للنازيين الجدد
يعتبر هذا المنهج الفكري في أوروبا وأمريكا وبعض دول العالم والذي يحمله جماعات ما يسمون بحليقي الرؤوس بمعاداة كل من هو ليس أبيض البشرة ويعيش في بلدانهم كالسود والآسيويين والساميين والشرق أوسطيين وأديان كاليهودية والإسلام بحجة أنهم مهددون بتغيير طبيعة مجتمعاتهم الذي قد يؤدي لانقراض مجتمع البيض، وانتشرت بدول كثيرة في أنحاء العالم.
في بعض البلدان الأوروبية وأمريكا اللاتينية، تحظر القوانين التعبير عن وجهات نظر مؤيدة للنازية أو العنصرية أو معادية للسامية أو كراهية المثلية. وكذلك تحظر الرموز المتعلقة بالنازيين في البلدان الأوروبية (وخاصة ألمانيا) في محاولة للحد من النازية الجديدة.

## حول العالم

### أوروبا

#### ألمانيا
وهي كانت تشكل منبع الفكر النازي حيث تتواجد هذه الجماعات من جميع فئات الشعب الألماني ومختلف الاعمار في بعض المدن ويتم دعم هذه الجماعات من بعض الأحزاب السياسية التي يوجد لها نفوذ في البرلمان الألماني ومنها الحزب الوطني الاشتراكي الذي يدعم النازية ويحرض على معاداة المهاجرين من الاتراك والعرب والافارقة والأسيويون وترحيلهم من ألمانيا، وقد امتدت هذه العنصرية بالنسبة لأوروبا الغربية حتى وصلت إلى النمسا، فنلندا، السويد، النرويج، الدنمارك، آيسلند، بلجيكا، هولندا، فرنسا.

#### روسيا
وفي روسيا حيث يتم دعم هذه الجماعات بالمال والخطابات السرية من الدوما وبعض المسؤولين
من الحكومة الروسية والبعض من نواب الكريملن للقضاء على الجاليات والأقليات في روسيا عن طريق
بعض المرتزقة والعاطلين عن العمل والشباب وصغار السن والمسرحين من الخدمة العسكرية وخريجي السجون حتى أصبح عددهم في موسكو نصف مليون وأكثر ويتم تدريب هؤلاء على فنون القتال وحرب الشوارع والقتل والاستفزاز والترهيب، وقد حصدت وكالات الأنباء الروسية والعالمية
العديد من الأفلام والصور البشعه لهذه الجرائم وبعضها تم عرضه على صفحات الإنترنت واليوتيوب حيث توضح مدى الكراهية الي يكنها ما يطلق عليهم ب «حليقي الرؤوس» الي الاقليات المتواجدة في روسيا عن طريق جرائم القتل والعنف والسرقات ضد الجاليات الشرق اوسطية والافارقة والآسيويون والسياح منهم حتى أصبحت شبه اعتيادية ويومية للشعب الروسي، واخرها فيديو يصور اختطاف اثنان من آسيا الوسطى يتم فيه قطع رأس واحد من الضحايا والآخر يتم قتله عن طريق إطلاق النار على رأسه.
وقد امتد هذا الفكر العنصري بالنسبة لأوروبا الشرقية عن طريق الأتحاد السوفيتي السابق أو المهاجرين الروس أو التأثر بالسياسات الخارجية والداخلية في الوقت الراهن حتى شملت روسيا البيضاء، استونيا، لاتفيا، ليتوانيا، بولندا، أوكرانيا، صربيا، كرواتيا، بلغاريا، التشيك، سلوفاكيا، وحتى في إسرائيل.

#### بلجيكا
تأسست منظمة «دماء وتراب وشرف وإخلاص» النازية الجديدة البلجيكية في عام 2004 بعد انفصالها عن الشبكة الدولية «دماء وشرف». اشتُهرت هذه المجموعة بعد اعتقال 17 عنصر منها (من بينهم 11 جنديًا) في شهر سبتمبر من عام 2006، وذلك عملًا بكل من قوانين مكافحة الإرهاب الصادرة في ديسمبر عام 2003 وقوانين مناهضة العنصرية ومعاداة السامية ومؤازرة الرقابة. ووفقًا لوزيرة العدل لوريت أنكولاينكس ووزير الداخلية باتريك ديفال فإن المشتبه بهم (أحد عشر شخص منهم كانوا أعضاء في القوات المسلحة) كانوا يحضرون لشن هجمات إرهابية من أجل «زعزعة استقرار» بلجيكا. يذكر الصحفي مانويل أبراموفيتش من صحيفة «ريزيزتونس» بأن المتطرفين من أقصى اليمين دائمًا ما كانوا يضعون نصب أعينهم هدف «اختراق آليات الدولة» ومن ضمنها الجيش في سبعينيات وثمانينيات القرن العشرين من خلال منظمتي ويستلاند نيوبوست والجبهة الشبابية.
نفذت الشرطة في عملية حشدت فيها 150 شخصًا من عناصرها تفتيشًا لخمسة ثكنات عسكرية (في كل من ليوبولدزبرخ بالقرب من الحدود الهولندية وكلاين بروغل وبيير والأكاديمية العسكرية الملكية ببروكسل وزيدلخم)، بالإضافة إلى 18 عنوان خاص في منطقة الفلاندرز. وعليه عثرت على أسلحة وذخيرة ومتفجرات وقنبلة كبيرة محلية الصنع قادرة على «تفجير سيارة». تولى «ب. ت.» الذي كان المشتبه به الرئيسي في القضية تنظيم نقل الأسلحة وكان يحاول تنمية روابط دولية ولا سيما مع حركة التحالف الوطني الهولندية اليمينية المتطرفة.

#### البوسنة والهرسك
تأسست منظمة الحركة البوسنية للفخر الوطني النازية الجديدة والداعية للقومية البيضاء في البوسنة والهرسك في شهر يوليو من عام 2009. اتخذت المنظمة من فرقة هاندشار التابعة لقوات الفافن إس إس نموذجًا لها إذ كانت هذه الفرقة مؤلفة من متطوعين بشناق. وأعلنت أعدائها الرئيسيين كلًا من «اليهود والغجر والصرب التشيتنيكيين والانفصاليين الكروات وجوزيف بروز تيتو والشيوعيين والمثليين جنسيًا والسود». تعد أيديولوجيتها خليطًا يجمع ما بين القومية البوسنية والاشتراكية الوطنية والقومية البيضاء. تصرح المنظمة بأن «الأيديولوجيات غير المرحب بها في بوسنة هي الصهيونية والإسلاموية والشيوعية والرأسمالية. الأيديولوجيا الوحيدة الجيدة بالنسبة لنا هي القومية البوسنية لأنها تضمن الازدهار الوطني والعدالة الاجتماعية...» يقود هذه المجموعة شخص يحمل لقب زاوبرتزفيش تيمنًا بقائد الفرقة الثالثة عشر هاندشار في سلاح الإس إس. تعد منطقة توزلا في البوسنة أقوى معاقل المجموعة.

#### بلغاريا
يعد حزب الاتحاد الوطني البلغاري-الديمقراطية الجديدة الحزب السياسي النازي الجديد الأكثر جذبًا للأنظار في بلغاريا في حقبة ما بعد الحرب العالمية الثانية.
يحتشد النازيون الجدد البلغاريون ومن يوافقهم الرأي من القوميين المنتمين لليمين المتطرف في يوم الثالث عشر من شهر فبراير في كل عام في العاصمة صوفيا منذ عام 2003 من أجل تكريم خريستو لوكوف، وهو جنرال برز في أواخر الحرب العالمية الثانية اشتهر بمواقفه المعادية للسامية والموالية للنازيين. تولى حزب الاتحاد الوطني البلغاري استضافة هذه الفعالية السنوية في الفترة الممتدة من عام 2003 حتى عام 2019.

#### جمهورية التشيك
تفرض حكومة جمهورية التشيك عقوبات شديدة على النازيين الجدد. بحسب ما ذكره تقرير صادر عن وزارة داخلية جمهورية التشيك فإن النازيين الجدد كانوا مسؤولين عن ارتكاب أكثر من 211 جريمة في عام 2013. يوجد في التشيك عدة مجموعات نازية جديدة ومن ضمنها مجموعة شباب الوطن التي تتخذ من ألمانيا مقرًا لها.

#### الدنمارك
كان حزب الدنماركيين حزبًا سياسيًا نازيًا جديدًا تأسس في الدنمارك سنة 2011. حُل الحزب بعد تقاعد مؤسسه دانييل ستوكهولم عن السياسة في عام 2017.

#### إستونيا
تعرض رومان إلين وهو مدير مسرحي يهودي من مدينة سانت بطرسبرغ الروسية لهجوم على يد مجموعة من النازيين الجدد أثناء عودته من جلسة تدريب حينما كان يعبر أحد الأنفاق في عام 2006. اتهم إلين الشرطة الإستونية لاحقًا بعدم الاكتراث بعد هروبه من موقع الحادثة. قال رئيس رابطة الطلاب الأجانب في إستونيا حين تعرض طالب فرنسي من ذوي البشرة الداكنة لهجوم في مدينة تارتو بأن الهجوم مثّل جزءًا من موجة عنف شنها النازيون الجدد. بيد أن مسؤولًا في الشرطة الإستونية قال بأنه لم تُسجل سوى بضع حالات مرتبطة بالطلاب الأجانب خلال السنتين الماضيتين. أقرت الحكومة الإستونية قانونًا يحظر عرض الرموز النازية في شهر نوفمبر من عام 2006.
نوه تقرير المقرر الخاص الصادر عن مجلس حقوق الإنسان التابع للأمم المتحدة في عام 2008 إلى إشارة ممثلي المجتمع المحلي والمنظمات غير الحكومية المكرسة لشؤون حقوق الإنسان إلى نشاط مجموعات نازية جديدة في إستونيا (في مدينة تارتو على وجه الخصوص) وارتكابها لأعمال عنف بحق أقليات غير أوروبية.

#### فنلندا
حظرت فنلندا جميع الأحزاب التي اعتبرتها أحزابًا فاشية خلال الحرب الباردة، وذلك تبعًا لمعاهدات باريس للسلام وتعين على جميع الناشطين الفاشيين السابقين البحث عن مراتع سياسية جديدة. واصل العديد من هؤلاء حياتهم العامة رغم سياسة الفنلدة المتبعة في البلاد. شغل ثلاثة أعضاء سابقين من قوات الفافين إس إس منصب وزير الدفاع وهم الضابطين في كتيبة المتطوعين الفنلندية التابعة للفافين إس إس سولو سوارتنين وبيكا مالينين، بالإضافة إلى ميكو لاكسونين الذي كان جنديًا في كتيبة فنلندا للمتزلجين المزودين بالرشاشات والتي جمعت في صفوفها مجموعة من الفنلنديين المؤيدين للنازية ممن رفضوا معاهدة السلام. اقتصر نشاط النازيين الجدد على مجموعات صغيرة خارجة عن القانون مثل المجموعة النازية المتخفية المؤمنة بالخوارق التي يقودها بيكا سيتوين. تصدرت هذه المجموعة العناوين الرئيسية بعد تفجيرها وإحراقها لمطابع تابعة للحزب الشيوعي الفنلندي. كذلك أرسل أعوان سيتوين طرودًا متفجرة لجهات يسارية ومن بينها مقر الرابطة الفنلندية الديمقراطية للشباب. قامت مجموعة أخرى تدعى «الحركة الوطنية الشعبية الجديدة» بتفجير مبنى صحيفة «كانسان أوتيست» اليسارية وسفارة دولة بلغاريا الشيوعية. أدين العضو في حزب البلاد النوردية سيبو سيلوسكا بتهمتي تعذيب وقتل شخص يهودي مثلي.
اكتسبت ثقافة حليقي الرؤوس زخمًا ملحوظًا خلال أواخر ثمانينيات القرن العشرين وبلغت ذروتها خلال أواخر تسعينياته. استقبلت البلاد عددًا من المهاجرين الصوماليين في عام 1991. وغدا أولئك الهدف المفضل للعنف الذي شنه حليقي الرؤوس الفنلنديين خلال السنوات القليلة اللاحقة، وتضمن ذلك أربع هجمات استُعملت فيها المتفجرات بالإضافة إلى جريمة قتل بدوافع عنصرية. تعرضت المراكز الخاصة بطالبي اللجوء للهجوم فمثلًا كان حليقو الرؤوس يقتحمون مركز طالبي اللجوء في يوينسو ويبدأون بإطلاق الأعيرة النارية من بنادقهم. ووصل الأمر في أسوأ حادثة إلى تعرض صوماليين إلى هجوم على يد خمسين رجلًا من حليقي الرؤوس في الوقت ذاته.
تعد حركة المقاومة النوردية من أبرز المجموعات النازية الجديدة وهي على صلة بعدة جرائم قتل ومحاولات قتل واعتداءات على خصومٍ سياسيين. يعود تاريخ تأسيس هذه المجموعة إلى عام 2006 وحظرتها السلطات في عام 2019. كثيرًا ما دعم سياسيون من حزب الفنلنديين وهو ثاني أكبر حزب فنلندي حركات يمينية متطرفة ونازية جديدة على غرار رابطة الدفاع الفنلندية وجنود أودين وحركة المقاومة النوردية ورايات كيني (أغلقوا الحدود) وسومي إنسن (فنلندا أولًا).
تنظم حركة المقاومة النوردية وغيرها من الأحزاب الوطنية اليمينية المتطرفة مسيرة مشاعل ومظاهرة سنوية في هلسنكي في اليوم المصادف لعيد الاستقلال الفنلندي ويتوجه الحشد إلى مقبرة هيتانيمي حيث يزور الأعضاء قبر كارل غوستاف إيميل مانرهيم والنصب التذكاري لكتيبة المتطوعين الفنلندية التابعة للفافين إس إس. يخرج الناشطون المعادون للفاشية إلى الشوارع احتجاجًا على الفعالية وهو ما يؤدي إلى قيام أعضاء الحركة (الذين يتولون ضبط الأمن) بالاعتداء العنيف على المتظاهرين المضادين لهم. تجذب المظاهرة حشدًا يناهز عدد المشاركين فيه الثلاثة آلاف شخص بحسب تقديرات صادرة عن الشرطة، وذلك فضلًا عن تواجد المئات من عناصر الشرطة الذين يتجولون في أنحاء هلسنكي لمنع وقوع اشتباكات عنيفة.

#### في بريطانيا
يعتبر النازيون الجدد هناك هم غالبيتهم من هواة تشجيع كرة القدم أو ما يطلق عليهم بال "Hooligaans" الهوليجانز وهم أيضا من حليقي الرؤوس وقد تكون دوافع العداوة والشغب بسبب انتمائهم الشديد لنادي معين أو المنطقة التي ينتمى لها هذا النادي وغالبيتهم العظمى ان لم يكن جميعهم من مدمني الكحول وهواة العراك في الشوارع وأحداث الشغب وتصل أحيانا الي القتل حتى أصبح لهم نمط وتقاليد وأعراف معينه يعيشونها في حياتهم اليومية ويتميزون أيضا في لباسهم التقليدي عن غيرهم من الناس العاديين، وقد أصبحت هذه الفئة تشكل مصدر قلق واحراج كبير الي الحكومة البريطانية والشعب البريطاني بالمناسبات والاحتفالات الأوروبية والعالمية التي تتعلق بموضوع رياضة الرجبي.

## الولايات المتحدة
اما النازيون في الولايات المتحدة وغالبيتهم من أصول أوروبية أو المهاجرين من أوروبا فلا يشكلون قوة ظاهرة أو خطر على الجاليات والاقليات هناك ولكن تواجدهم أصبح واضحا بعد أحداث 11 من سبتمبر وكثرة الهجرة الي الولايات المتحدة الأمريكية عن طريق الدول الاتينية والعرب والآسيويون وتنصيب الرئيس الأمريكي باراك اوباما أول زعيم أسود يحكم الولايات المتحدة الأمريكية، حيث كانت العنصرية في الولايات المتحدة تشمل البشرة السوداء وتم القضاء عليها على يد مارتن لوثر كينغ، ومن أشهر الحركات العنصرية في الولايات المتحدة هي كو كلوكس كلان أو ما يطلق عليها اختصارا بالإنجليزية KKK.